# Rodrigo Prieto Rojas
Rodrigo Prieto (Pedro Abad, 15 de febrero de 1923-22 de agosto de 2012), fue un pintor español. 

## Biografía
Muy joven, a la edad de 17 años, marcha a Madrid a cursar diversos estudios relacionados con la pintura. En la capital residirá durante más de 30 años, concretamente hasta 1979, momento en el cual retorna a su pueblo.
Sus primeros estudios los realiza en la Escuela de Cerámica Francisco Alcántara donde permanece dos años, para después pasar a la Escuela de Artes y Oficios en la cual se diploma en 1945 y en la que llevó a cabo la preparación para la Escuela Superior de Bellas Artes de San Fernando. Será en esta última donde consiga perfeccionar su técnica y estilo pictóricos durante sus 5 años de estancia. De esta época datan sus mejores series hiperrealistas. Sus primeros pasos por la Escuela de San Fernando coinciden con la mención como miembro de la Real Academia de Bellas Artes de Madrid del escultor Jacinto Higueras, autor de la escultura del Santísimo Cristo de los Desamparados de Pedro Abad.
Tras su formación profesional seguiría en la capital trabajando como profesor hasta que irremediablemente tuvo que regresar a su lugar de nacimiento debido a la denegación de varias becas.
A su vuelta a Pedro Abad, hacia 1979, continuaría con una vida dedicada a la pintura. Llama la atención la gran variedad de temas, estilos y técnicas, así como los soportes utilizados, ya que como él bien asegura, aprovechó “todo lo que tenía a mano”. Por su valor documental, son de gran importancia las numerosas vistas del pueblo, así como la representación de algunas fiestas y costumbres, y sus retratos de familiares y de perabeños ilustres.
El 10 de junio de 2011 su pueblo le dedica un merecido homenaje, con la apertura de un museo  que de momento lleva el nombre de Museo de Pintura y Escultura.
El 4 de abril de 2014 se renueva la obra del autor, en el Museo de Pintura y Escultura Rodrigo Prieto Rojas, que ahora lleva su nombre, en la localidad natal de Pedro Abad. La exposición temporal trata sobre todo de distintas perspectivas de la Ermita del Santísimo Cristo de Pedro Abad y pinturas con alegoría a la Semana Santa, todo ello pasando por diferentes estilos (naif, expresionismo , hiperrealismo), soportes (madera, sacos, trapos de cocina...) y texturas, donde se mezcla el uso de la paleta y el pincel, usando tanto óleos, escayola, tierra de la localidad y realizando diferentes mezclas con ellas para conseguir su propósito.
También con la visita a esta exposición temporal podemos encontrar una de las pocas producciones escultóricas realizadas por el artista, se trata de un imagen de la Virgen elaborada en su época de estudiante o principios de su trabajo autónomo, realizada en yeso.
- Datos: Q6110771